# Avet roig
L'avet roig (Picea abies) és una espècie de conífera de la família Pinaceae originari d’Europa. Malgrat el seu nom comú d’avet, no pertany pas al gènere Abies sinó a Picea, de morfologia molt similar.

## Noms comuns
Per bé que no és una espècie autòctona en els Països Catalans rep diversos noms en català: pícea, picea, avet roig, avet fals, avet, avet de Noruega, avet vermell, pivet.

## Característiques
L'avet roig arriba a fer de 35 a 55 m d'alt i amb un diàmetre del tronc d'1 a 1,5 m.
Els brots són de color taronja marronós i glabres (sense pilositat). Les fulles són aciculars de 12 a 24 mm de llarg. Els estomes no són fàcilment visibles.
Les pinyes fan de 9 a 17 cm de llarg (les més llargues entre les pícees), són verdoses o vermelloses, madurant de 5 a 7 mesos després de la pol·linització. Les llavors són negres de 4 a 5 mm de llarg, amb una ala de 15 mm.

## Distribució
Creix a gran part d'Europa, de Noruega (en anglès es coneix com a Norway spruce) fins a Polònia. També apareix a les muntanyes del centre d'Europa (Alps, Carpats i Balcans). El límit dintre de Rússia és difícil de definir, atès que s'hi fan híbrids amb la pícea siberiana (Picea obovata).
L'avet roig més alt que s'ha mesurat, 63 m, es troba al bosc de Perucica, Parc nacional de Sutjeska, Bòsnia-Hercegovina.
Segons la Universitat d'Umeå, a Suècia, han mesurat amb el mètode del carboni 14 un avet roig que té 9.550 anys i que seria l'arbre viu més vell d'Europa.

## Cultiu i usos
És una espècie molt plantada com a arbre ornamental i també s'usa en aforestació, com a productor de fusta i de paper. Es tracta, segons la tradició, de l'autèntic arbre de Nadal i de fet Oslo proporciona l'arbre de Nadal principal de les ciutats de Nova York, Londres, Edimburg i Washington D.C., les capitals dels països que van ajudar Noruega durant la Segona Guerra Mundial.
De jove creix ràpidament, arribant a fer un metre cada any, però quan arriba a fer 20 m d'alt alenteix el seu creixement.

## Referències

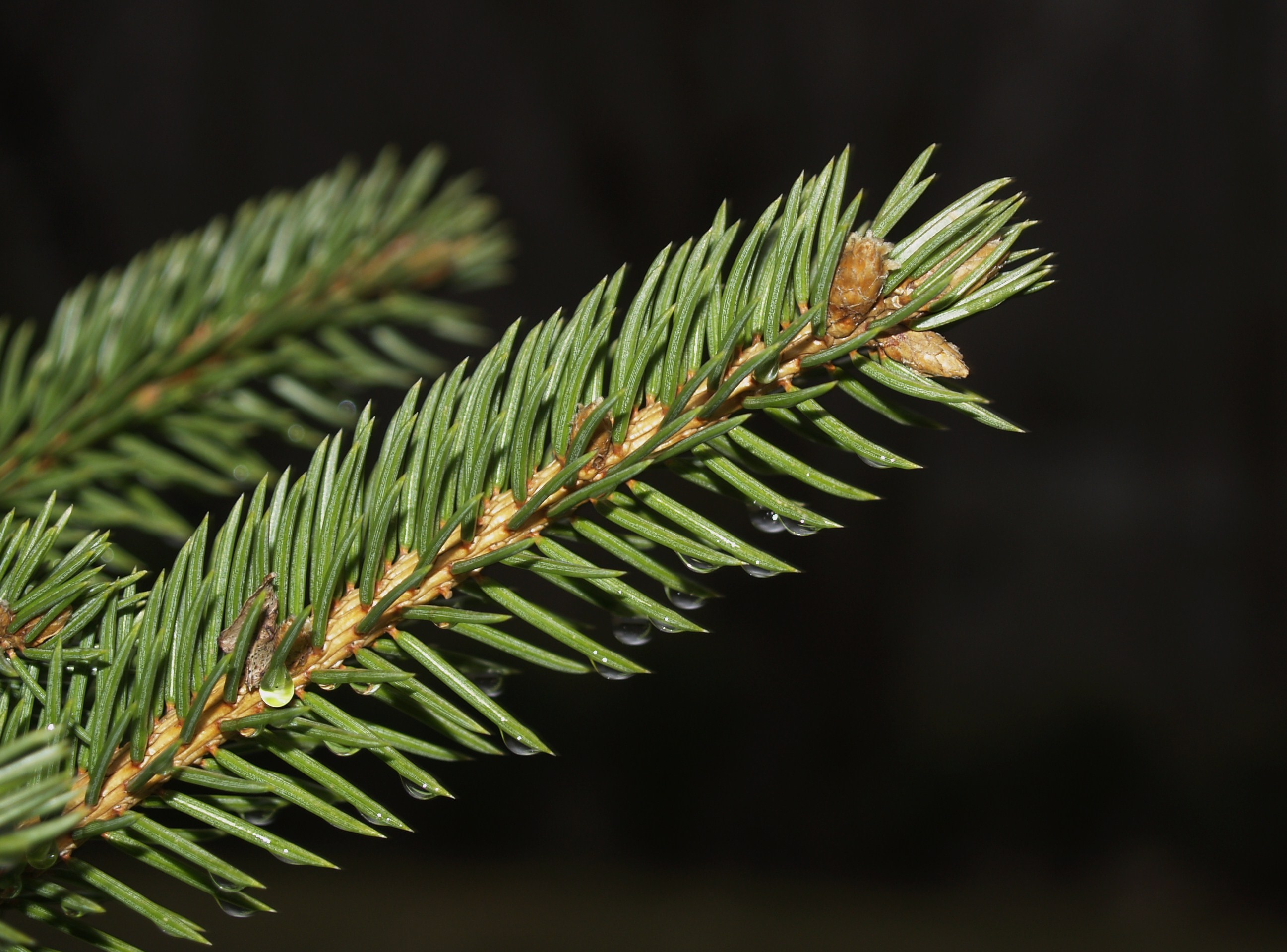
Brot
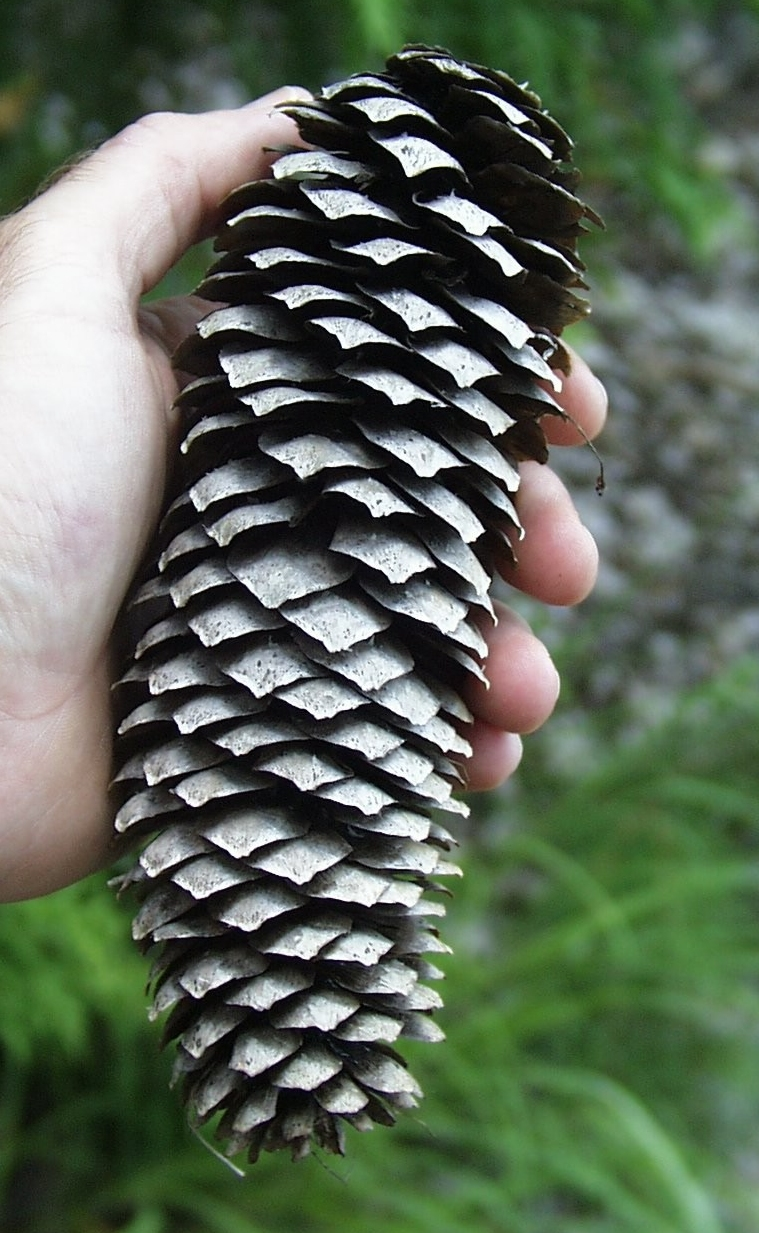
Pinya
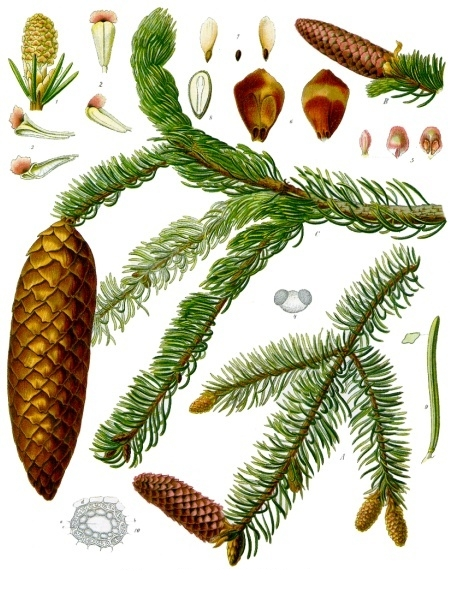
Il·lustració del
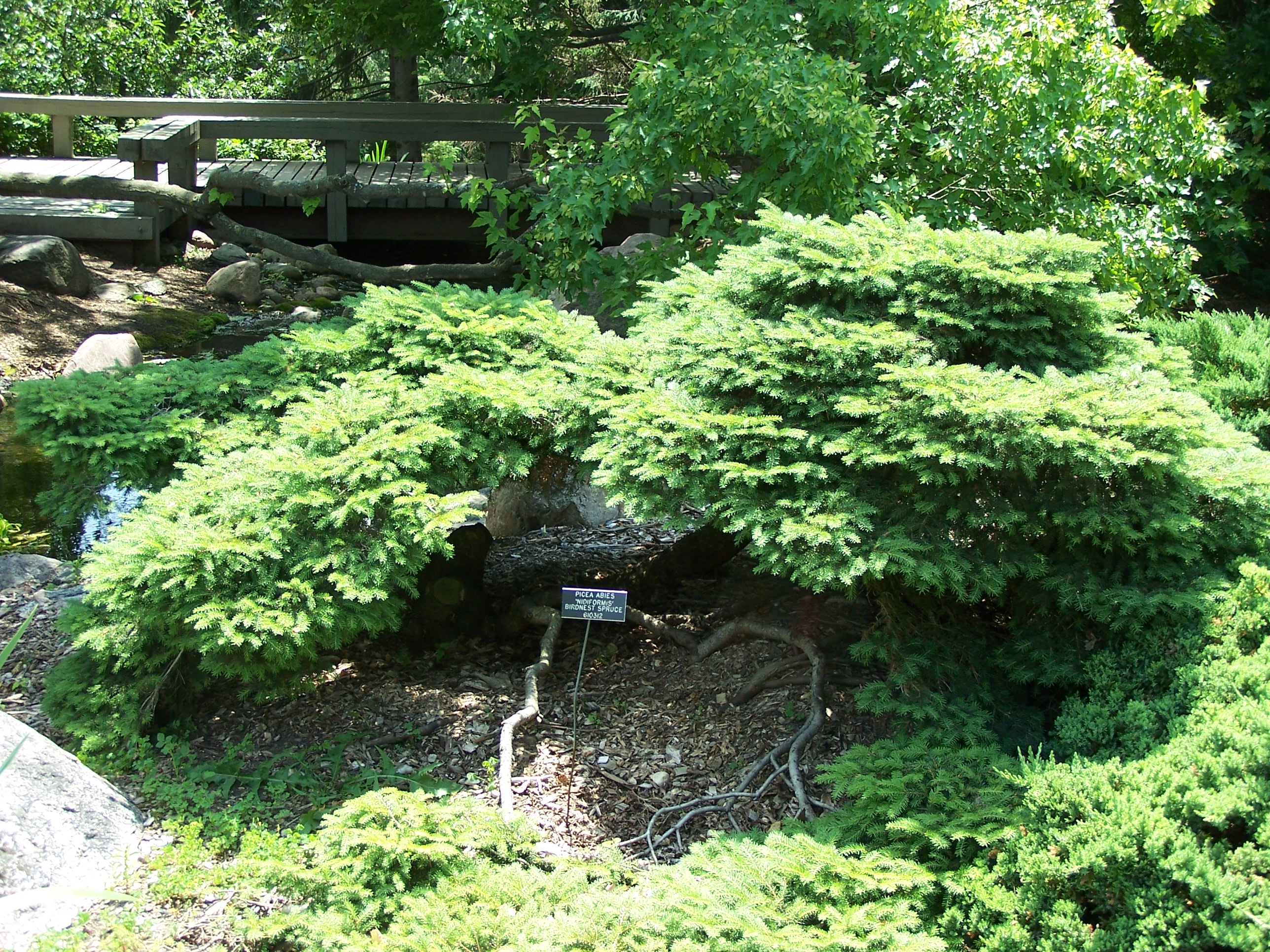
Picea abies 'Nidiformis', cultivar nan
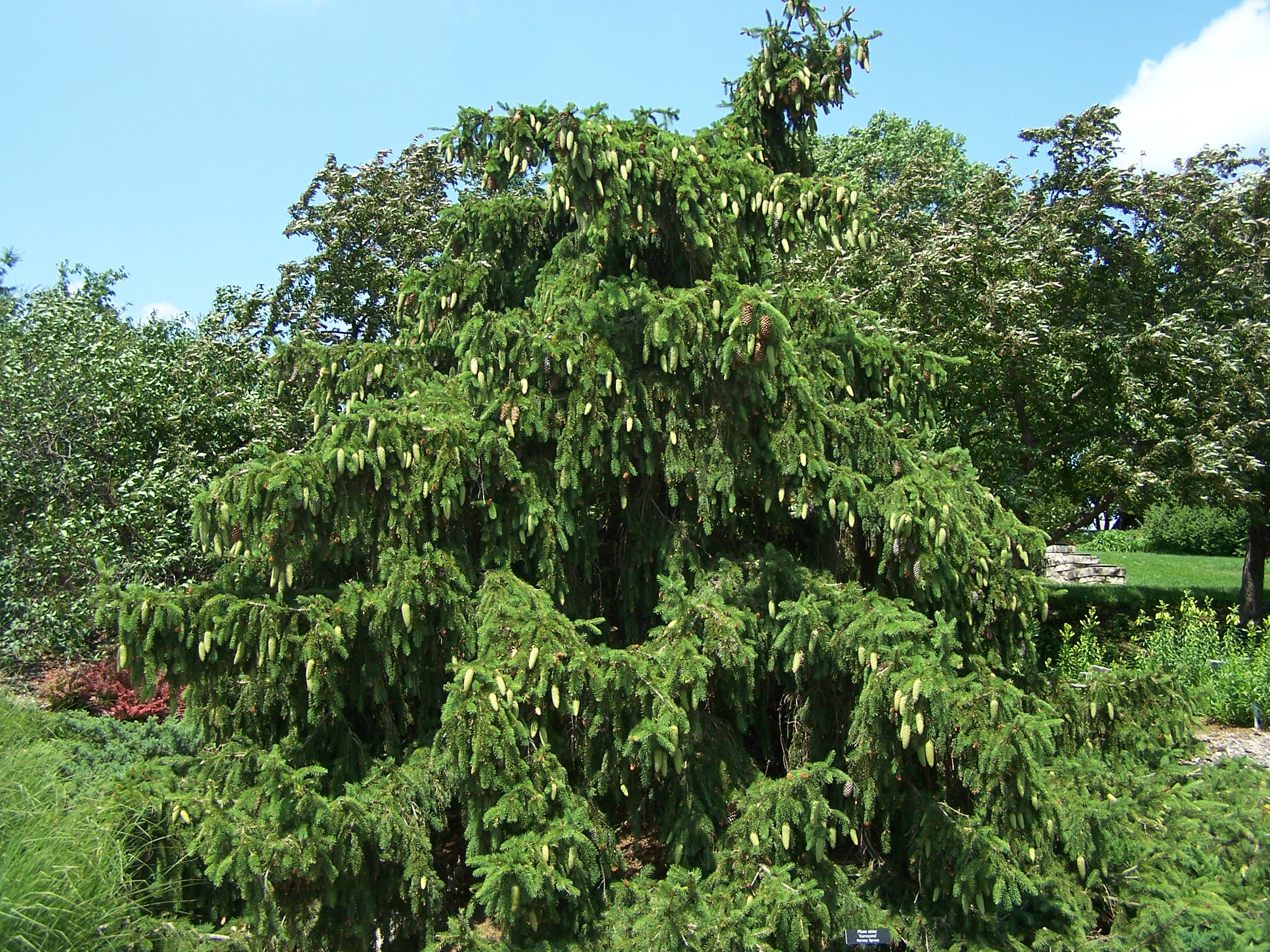
Picea abies 'Acrocona', productor de moltes pinyes
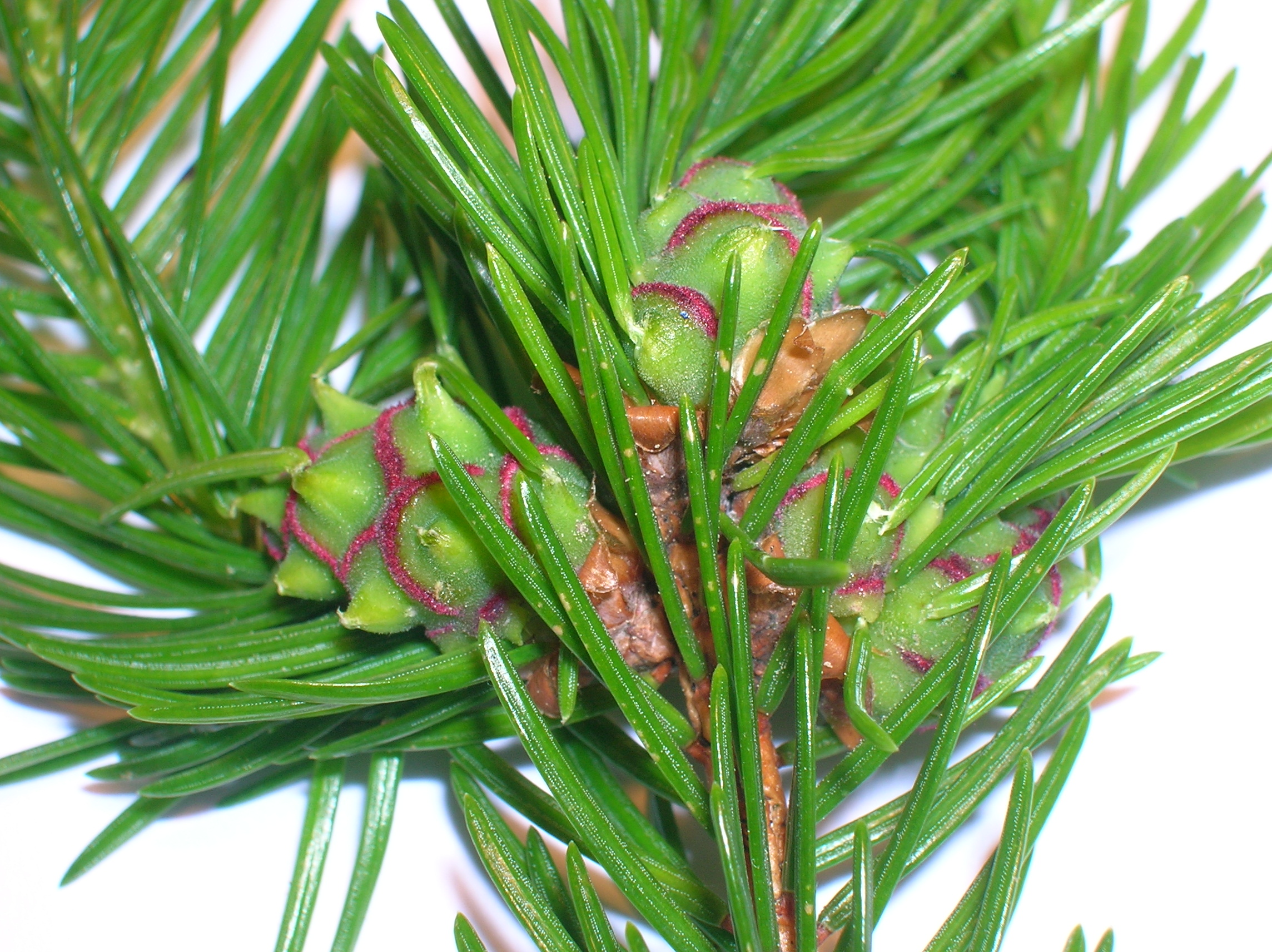
Tres deformacions per insectes.